# SomaFM
SomaFM (СомаФМ) — міжнародна незалежна інтернет-радіостанція, яка транслює радіо-канали, фінансово існує виключно за рахунок добровольних внесків слухачів. SomaFM почала трансляцію з гаража засновника Расті Ходжа (Rusty Hodge) з Сан-Франциско, як невелика радіостанція, що працювала на фестивалі Burning Man у 1999 р. Спільнота слухачів дуже позитивно сприйняла таку ідею, і тому Расті у лютому 2000 року запустив повноцінну онлайн-трансляцію.
Назва SomaFM походить від наркотику «сома», який надавав ідеальне задоволення, він згадувався в у новелі 1932 року Олдоса Гакслі «Прекрасний новий світ». Також назва перекликається з одним із районів Сан-Франциско, South of Market, який скорочено називають «SoMa». В 2002 році SomaFM налічувала 12 каналів та 10,000 постійних слухачів, на сьогодні (лютий 2016-го) радіостанція звітує про 6 млн прослуханих радіогодин щомісяця.

## Список каналів
| Канал                  | Жанр, тематика                                                                | Початок роботи |
| ---------------------- | ----------------------------------------------------------------------------- | -------------- |
| Drone Zone             | Drone                                                                         | 2000           |
| Groove Salad           | Downtempo, чилаут                                                             | 2000           |
| Secret Agent           | Лаунж, джаз зі шпигунською музикою з 1960-х                                   | 2000           |
| Indie Pop Rocks!       | Інді-поп, інді-рок                                                            | 2002           |
| cliqhop idm            | IDM                                                                           | 2002           |
| Beat Blender           | Хауз, downtempo, чилаут                                                       | 2002           |
| Boot Liquor            | Americana                                                                     | 2003           |
| The Trip               | Класичний тренс, прогресив тренс. Раніше називався Tag's Trip.                | 2004           |
| Xmas in Frisco         | Різдвяна музика                                                               | 2005           |
| Space Station Soma     | Ембієнт, космічна музика                                                      | 2006           |
| Illinois Street Lounge | Лаунж                                                                         | 2006           |
| Doomed                 | Індастріал, дарк-ембієнт                                                      | 2006           |
| Sonic Universe         | Авангардний джаз                                                              | 2008           |
| Lush                   | Канал downtempo з жіночим вокалом                                             | 2008           |
| Digitalis              | Інді-рок та електроніка власного виконання                                    | 2008           |
| Suburbs of Goa         | Стилізований під Desi та Arabic стиль worldbeat                               | 2008           |
| Underground 80s        | Ранні 80-ті, британський синті-поп та нова хвиля. Раніше називався Nu Musik.  | 2008           |
| Christmas Lounge       | Різдвяний лаунж                                                               | 2008           |
| Mission Control        | Ембієнт, поєднаний з голосовими повідомленнями NASA з шатлів                  | 2009           |
| PopTron                | Електропоп, денс-рок                                                          | 2009           |
| Covers                 | Кавери                                                                        | 2009           |
| Black Rock FM          | Трансляція радіо 102.3 fm у для фестивалю Burning Man                         | 2010           |
| BAGeL Radio            | Альтернативний рок/пост-панк/інді-рок/ноіз поп. Раніше називався 480 Minutes. | 2011           |
| South by Soma          | Музика з фестивалю SXSW                                                       | 2012           |
| SF 10–33               | Ембієнт у поєднанні зі звуками з радіо про дорожню безпеку Сан-Франциско      | 2012           |
| Dub Step Beyond        | Дабстеп, даб та інша басова електроніка                                       | 2012           |
| Folk Forward           | Інді фолк, альтернативний фолк та класика народної музики                     | 2012           |
| Christmas Rocks!       | Різдвяна рок-музика                                                           | 2012           |
| Earwaves               | Рання електроніка, авангард, комп'ютерна музика                               | 2013           |
| DEF CON Radio          | Музика з кімнати відпочинку DEF CON                                           | 2013           |
| Iceland Airwaves       | Музика з фестивалю Iceland Airwaves                                           | 2013           |
| Deep Space One         | Діп ембієнт, електроніка, експериментальна та космічна музика                 | 2013           |
| Seven Inch Soul        | Класичний соул                                                                | 2014           |
| Left Coast 70s         | М'який рок з 1970-х                                                           | 2015           |
| Fluid                  | Інструментальний хіп-хоп, future soul, треп                                   | 2015           |
| ThistleRadio           | Кельтська музика, раніше називався The Thistle & Shamrock                     | 2015           |
| Metal Detector         | Важкий метал                                                                  | 2015           |
| Jolly Ol' Soul         | Різдвяний соул                                                                | 2015           |

### Нагороди
Еліз Нордлінґ (Elise Nordling), музичний редактор та куратор каналів «Indie Pop Rocks!» та «Folk Forward», отримала нагороду «Найкращий діджей затоки» від видання San Francisco Bay Guardian, у 2005, 2007 та 2009 роках. Станція SomaFM отримала нагороду «Найкращі в затоці» («Best of the Bay») у 2005 році.

## Конфлікт з SoundExchange
В травні 2002-го, вступив в дію закон DMCA, який вимагав від інтернет-радіо платити роялті з кожного слухача компанії SoundExchange. Годж порахував, що тільки за цим законом йому довелось би виплачувати близько 1000 доларів щодня. Пізніше ця сума була зменшена вдвічі.
В червні 2002-го SomaFM запинила трансляцію. Годж разом із кількома іншими власниками онлайн-станцій виступав перед конгресом США у 2002 році з надією зменшення роялті. 15 листопада 2002 року конгрес дозволив невеликим станціям сплачувати роялті за зниженою ціною. Станція відновила трансляцію в кінці листопада 2002 р.
26 червня 2007 р. SomaFM брала участь в «Дні тиші на інтернет-радіо» у знак протесту проти додаткових виплат за право трансляції музики.

## Ресурси
1. ↑  Hodge, Rusty. Donate to SomaFM!  Support Commercial-Free Internet Radio. Архів оригіналу за 19 лютого 2016. Процитовано 8 серпня 2013.
2. ↑  somafm.com/about. somafm.com. Архів оригіналу за 4 січня 2015. Процитовано 6 серпня 2014.
3. ↑  Poll Positions. 2007. Архів оригіналу за 18 квітня 2009. Процитовано 8 серпня 2013. [Архівовано 2009-04-18 у Wayback Machine.]
4. ↑  Testimony of Mr. Don Henley. United States Senate Committee on the Judiciary. 15 травня 2002. Архів оригіналу за 20 грудня 2012. Процитовано 8 серпня 2013. [Архівовано 2012-12-20 у Wayback Machine.]
5. ↑  Senate, House Pass Bill To End Webcasting Crisis. Архів оригіналу за 3 лютого 2010. Процитовано 8 серпня 2013. [Архівовано 2010-02-03 у Wayback Machine.]
6. ↑  Notification of Agreement Under the Small Webcaster Settlement Act of 2002. United States Copyright Office. 24 грудня 2002. Архів оригіналу за 17 лютого 2016. Процитовано 8 серпня 2013.
7. ↑  Jake Ward (25 червня 2007). The Sounds of Silence Will be Heard By Millions (PDF). SaveNetRadio. Архів оригіналу (PDF) за 23 липня 2008. Процитовано 8 серпня 2013.
8. ↑  The Sounds of Silence Will Be Heard by Millions. PR Newswire. 25 червня 2007. Архів оригіналу за 18 травня 2015. Процитовано 8 серпня 2013.